# Red (Patty Pravo)
Red è il 28º album di studio della cantante italiana Patty Pravo, pubblicato l'8 febbraio 2019 dall'etichetta discografica Dischi dei sognatori e distribuito da Believe. Il disco è stato pubblicato in occasione del Festival di Sanremo 2019, che vede la partecipazione della cantante con il brano Un po' come la vita, in duetto con il rapper Briga.

## Descrizione
Il disco è stato prodotto e arrangiato interamente da Diego Calvetti e registrato nello studio di registrazione Platinum Studio, a San Gimignano, tra il mese di ottobre e dicembre 2018.
In Red compaiono autori di rilievo tra cui Franco Califano (nell'inedito lasciato in eredità a Patty Pravo nel proprio testamento artistico), Frank Del Giudice, Giuliano Sangiorgi, Ivan Cattaneo, Giovanni Caccamo, Antonio Maggio, Marco Rettani e Fulvio Marras. Inoltre contiene una nuova versione dello storico brano Il paradiso firmato da Mogol-Battisti, in occasione del suo 50º anniversario. La copertina dell'album è stata curata da Claudio Porcarelli.

## Formato
L'album è disponibile in quattro formati: Download digitale, Streaming, CD Audio, Vinile.

## Tracce
1. La peccatrice (L’arte di fingere) – 3:28 (Diego Calvetti, Marco Rettani, Lapo Consortini)
2. Un po' come la vita (feat. Briga) – 3:24 (testo: Marco Rettani, Diego Calvetti, S. Vallarino, M. Bellegrandi – musica: Diego Calvetti, Marco Rettani, S. Vallarino, L. Leonori)
3. Padroni non ne ho – 3:41 (A. Maggio, D. Maggioni, Marco Rettani, Diego Calvetti)
4. Dove eravamo rimasti – 3:30 (G. Sangiorgi)
5. Pianeti – 3:13 (Giovanni Caccamo, P. Salamone)
6. Un giorno perfetto – 3:38 (Marco Rettani, Diego Calvetti, A. Marras, G. Rotondo)
7. La carezza che mi manca – 3:39 (Ivan Cattaneo)
8. Nessuno ti aspetta – 2:52 (A. Zanolini, E. Sciarra, A. Zanetti)
9. Il paradiso (50 Special Edition) – 3:07 (Mogol, Lucio Battisti)
10. Io so amare così – 2:56 (testo: F. Califano, Alberto Zeppieri – musica: Frank Del Giudice)
11. Un po' come la vita (Instrumental) – 3:24 (Diego Calvetti, Marco Rettani, S. Vallarino, L. Leonori)

Durata totale: 36:52